# 興和のカメラ製品一覧
興和のカメラ製品一覧は興和の光学機器部門がカメラを製造していた頃の製品一覧である。光学機器部門は1978年に一般向けカメラ事業から撤退したが、今でもバードウォッチング等に使われるスポッティングスコープや医学用光学機器等を製造している。

## 120フィルム使用カメラ

### 二眼レフカメラ
- カロフレックス（Kalloflex 、1954年[1][2]2月[3]発売） - セミオートマット[4]。ピントノブが巻き上げクランクと同軸になっており、シャッターボタンが左手で押すようになっている等かなり操作性に工夫がされたカメラである。レンズはプロミナー75mmF3.5[4]。フィルムカウンターはカメラ右肩部にあり撮影しながらの確認が可能。
- カロフレックスK2（Kalloflex K2 ） - シャッターがセイコーシャMXとなり、フルシンクロとなった[1]。ノブ巻き上げ。
- カロベックス（Kallovex 、1958年発売[1]） - オートマット。ノブ巻き上げ。220フィルム使用可能。マルチフォーマットが特徴で、6×6cm判の他に別売りの枠を取り付ければ6×4.5cm判、127フィルムを使用しての4×4cm判、828フィルムを使用しての28×40mm判、135フィルムを使用しての24×35mm（ライカ）判の撮影も可能[1]。

### コーワシックスシリーズ

#### コーワシックスシリーズボディー
レンズシャッター式6×6cm判一眼レフカメラ。プロカメラマンやハイアマチュアに高く評価され、愛用された。
- コーワシックスI（1968年[6]4月発売[5]） - 当初より220フィルムも使用可能[5]。セミオートマット式[5]。ルーペはバヨネット式で視度により交換できる。設計はハインツ・キルフィット。ボディーのみの重量は1116g。
- コーワシックスMM(Ⅱ型)（1972年発売[5]） - MMはミラーアップ（Mirror Up ）と多重露光（Multi Exposure ）の意。（一般的には次のモデルがⅡ型とされているが、当時のＭＭのカタログには（Ⅱ型）と表記されている）
- コーワシックスII（1973年[5]4月発売） - フィルムホルダー交換可能となった。引き蓋を要しない独自の方式だが三脚使用時にホルダー交換ができず、三脚使用時にもホルダーを交換できるようにする三脚アダプターを発売していた。レンズとフィルムホルダーの合計重量は1434g。
- コーワスーパー66（1973年発表[6]、1974年発売[5][6]） - ミラーアップが省略された[6]。ファインダーのフレネルが細かくなった[6]。視野率が95％に向上した[6]。ファインダーフードがワンタッチ式に改良された。フィルムホルダーの着脱が簡単に改良された。

#### コーワシックスシリーズ用レンズ
いずれもT、1秒-0/500秒のセイコーSLV型0番レンズシャッターを内蔵し全速シンクロ同調する。スピゴットマウント。
- コーワ19mmF4.5フィッシュアイ
- コーワ35mmF4.5 - 8群10枚。最短撮影距離0.4m、重量720g。
- コーワ40mmF4 - 7群9枚、最短撮影距離0.45m、フィルターはφ33mmゼラチンを使用する[7]
- コーワ55mmF3.5 - 6群8枚、アタッチメントはφ86mmねじ込み[5]。
- コーワS55mmF3.5 - 7群8枚。最短撮影距離0.45m。アタッチメントはφ67mmねじ込み[7]。
- コーワ85mmF2.8 - 4群5枚[5]。
- コーワS85mmF2.8 - クセノター型4群5枚、0.8m、アタッチメントはφ67mmねじ込み[7]。
- コーワ110mmF5.6マクロ
- コーワ150mmF3.5[5] - 4群5枚、最短撮影距離1.5m、アタッチメントはφ67mmねじ込み[7]。
- コーワ200mmF4.5 - 4群5枚、最短撮影距離2.5m、アタッチメントはφ67mmねじ込み[7]。
- コーワ250mmF5.6 - 5群6枚、最短撮影距離4m、アタッチメントはφ67mmねじ込み[7]。
- コーワ500mmF8

#### コーワシックスシリーズ用フィルムホルダー
コーワシックスII、コーワスーパー66に使える。特徴的なL型。圧板の取り付け方向を逆にすることで120フィルムと220フィルム両方に対応する。巻き上げた状態でないと外せない。交換時にも引蓋操作が不要である。セミオートマット。
- 6×6cm判 - 標準装備される[6]。
- 6×4.5cm判
- ポラロイド6×6cm判

## 127フィルム使用カメラ
- コマフレックスS（Komaflex S 、1960年） - 4×4cm判一眼レフカメラ。海外でのみ販売された。セルフコッキングではないのでミラーセット、シャッターセット、フィルム巻き上げは別々に行わなければならないが安全装置があり二重露出や空送りの危険はない。レンズは前玉回転式のプロミナー65mmF2.8、フロントコンバージョンレンズがある。ネーミングには諸説あるが元々KowaだったのがKomaに読み間違えたのをそのままにしたという説がある。
- コーワキッド（1960年） - 入門機だがアルミダイキャスト製。シャッターは1/50秒固定。レンズはプロミナー70mmF11。

## 135フィルム使用カメラ

### コンパクトカメラ
- カロワイド（Kallowide 、1955年11月発売[8]） - レンズはダブルガウス型4群6枚プロミナー35mmF2.8を固定装着する[9]。春日昌昭が愛用していた[10]。
- カロワイドF（Kallowide F 、1957年12月発売[8]） - カロワイドにライトバリュー直読式セレン露出計を組み込んだ[11]。
- カロ35E（Kallo 35E ） - 48mmF2.8のレンズを固定装着する。
- カロ35F2（Kallo 35F2 ） - 50mmF2のレンズを固定装着する。
- カロT85（Kallo T85 ） - レンズはプロミナー85mmF3.5を固定装着[11]。
- カロT100（Kallo T100 ） - レンズはプロミナー100mmF4を固定装着[11]。
- カロ140（Kallo 140 、1959年発売[9]）/コーワ140（Kowa 140 、1960年改名[9]） - レンズ交換式レンジファインダーカメラ。ファインダーに距離計が組み込まれパララックス自動補正[9]。全視野35mm、外側の枠が50mm、内側の枠が85mm使用時の撮影範囲となる[9]。交換レンズは最短撮影距離1mのプロミナー35mmF2.8[9]、4群7枚で最短撮影距離1mのプロミナー50mmF1.4[9]、最短撮影距離1.5mのプロミナー85mmF3.5[9]。コーワへのブランド統一により改名した。
- カロ180（Kallo 180 ）
- カロ181（Kallo 181 ）
- カロ281（Kallo 281 ）
- コーワ35N（Kowa 35N ）
- コーワSW（Kowa SW 、1964年[12][13]7月発売[11]） - レンズは4群6枚、最短撮影距離0.5mのコーワ28mm[10]F3.2を固定装着[11]。露出計も距離計も省き、対物側が小さいスペリオ式0.4倍実像ファインダーを搭載することで小型軽量安価を実現、当時「交換レンズで広角レンズを買う価格で買える」が売りであった。ピント合わせは目測で、1mと2mにクリックがあり、絞りF8で3mの場合無限遠まで被写界深度に入るためパンフォーカスが可能である[12]。
  - コーワSWブラック - コーワSWの黒塗り版[11][12]。

### レンズ固定一眼レフカメラ
標準レンズ固定一眼レフカメラにはフロントコンバージョンレンズが用意された。
- コーワフレックス（Kowaflex 、1960年発売[14][3]） - レンズは4群6枚プロミナー50mmF2固定、最短撮影距離は0.7m[14]。シャッターは一眼レフカメラ用のセイコーシャSLV[14]。ミラーはクイックリターンではなく、巻上げでシャッターチャージとともに復帰する[14]。アクセサリーとしてコーワフレックスEにも使用できるフロントコンバージョンレンズが2種類用意され、ワイド0.76倍を使用すると36mmF4、テレ1.7倍を使用すると85mmF4になる。
- コーワフレックスE（Kowaflex E 、1960年[3]11月発売[14]）/コーワE（Kowa E ） - セレン光電池による外光式露出計を装備し、スクリーンにスプリットイメージを組み込み、自動絞り化、ミラーがクイックリターン化された[14]。レンズはプロミナー50mmF2で、コーワフレックスとフロントコンバージョンレンズを共用した。1960年に行なった商号変更に伴うコーワへのブランド統一によりコーワフレックスEからコーワEに改名した。
- コーワH（Kowa H 、1963年[14]3月[2]発売） - 日本で最初のプログラム露光を装備した一眼レフカメラ[14][2]。巻き上げレバーが底にある[14]。レンズは3群4枚テッサー型[14][2]で前玉回転式[2]のコーワ48mmF2.8[14][2]。シャッターはセイコーシャGLA[14][2]。
- コーワSE（Kowa SE 、1964年[3][15]7月発売[16]） - コーワEの発展型でCdS式の外光式露出計を装備。レンズは4群6枚コーワ50mmF1.9固定。
- コーワSET（Kowa SET 、1966年発売[3]） - TTL測光[16]。レンズは4群6枚コーワ50mmF1.8固定[15]。ファインダーのマット面はフレネルが荒く、事実上中央部分のマイクロプリズム部分でしかピント合わせはできない[15]。
- コーワUW190（UW190 、1972年発売[16]） - コーワSETにコーワ19mmF4の超広角レンズを固定装着したレンズシャッター一眼レフカメラ[16]。TTL平均測光。重量はレンズ込み820g[16]。アタッチメントはφ52mmねじ込み[16]。メーカでは土木建築の現場写真など特殊用途を意図していたが、思い切りの良い単機能からコレクターや写真作家にも人気が出て、市場では早い時期に見かけなくなった[16]。

### コーワSERシリーズ
レンズ交換式レンズシャッター一眼レフカメラ。

#### SERシリーズボディー
- コーワSER（Kowa SER 、1965年[3]または1966年6月発売[16]） - コーワSEをレンズ交換式にしたモデル。シャッターは新型セイコーシャSLVをビハインド式で使用している[16]。
- コーワSET-R（Kowa SET-R 、1968年[3]6月発売[16]） - コーワSETをレンズ交換式にしたモデル。装着レンズの開放F値は手動セット[16]。
- コーワSET-R2（Kowa SET-R2 、1970年発売[16]） - セット販売されるレンズがコーワR50mmF1.8になってロゴが変わっただけで内容に変更はない[16]。

#### SERシリーズ用レンズ
- コーワ28mmF3.5 - 6群8枚。アタッチメントはφ49mmねじ込み[16]。
- コーワ35mmF2.8 - 5群6枚。アタッチメントはφ49mmねじ込み[16]。
- コーワ50mmF1.8（1970年発売[16]） - 4群6枚[16]。
- コーワ50mmF1.8（1966年6月発売[16]） - 4群6枚[16]。
- コーワSETR50mmF1.9[3]
- コーワR50mmF1.8[16]
- コーワSER50mmF2[16][3]
- コーワ100mmF3.5 - 3群6枚。アタッチメントはφ55mmねじ込み[16]。
- コーワ135mmF4 - 4群5枚。アタッチメントはφ67mmねじ込み[16]。
- コーワ200mmF4 - 4群5枚。アタッチメントはφ86mmねじ込み[16]。

## 16mmフィルム使用カメラ
- コーワラメラ（KOWA ramera 、1959年発売） - カメラ付きラジオ。レンズは固定焦点プロミナー23mmF3.5。シャッターは二枚羽根のレンズシャッターでB、L（1/50秒）、100（1/100秒）、H（1/200秒）の4速。フィルムはミノルタ16と共通。ラジオ部分は6石AMスーパーヘテロダイン受信機で、電池は006Pを使用する。全く同一の製品で「BELL kamra」という表記のものがありOEM製品と思われる。